# 诺特海姆县
諾特海姆縣（Landkreis Northeim）是德國下薩克森州南部的一个县，首府諾特海姆。

## 地理
诺特海姆县南面与霍爾茨明登縣，北面与希爾德斯海姆縣，东面与戈斯拉爾縣和奧斯特羅德縣，南面与格丁根縣和黑森州的卡塞尔县相邻。